# Смукулис, Гатис
Гатис Смукулис (латыш. Gatis Smukulis, 15 апреля 1987 года, Валка, Латвийская ССР) — латвийский профессиональный шоссейный велогонщик. Участник Летних Олимпийских игр 2008 года. Многократный чемпион Латвии в индивидуальной гонке на время.

## Победы
| 2005 - Трофей Карлсберга (юниорский) 2006 - Чемпионат Латвии - Чемпион до 23 лет в групповой гонке - Чемпион до 23 лет в индивидуальной гонке на время 2007 - Гран-при Риги - Пояс Эмподоры 2008 - Чемпион Латвии до 23 лет в индивидуальной гонке на время - Петли Южного Ардеша - Тур Фландрии до 23 лет 2011 - Чемпион Латвии в индивидуальной гонке на время - Вуэльта Каталонии — этап 1 | 2012 - Чемпион Латвии в индивидуальной гонке на время (2) 2013 - Чемпионат Латвии - Чемпион в индивидуальной гонке на время (3) - групповая гонка — 2-е место 2014 - Чемпион Латвии в индивидуальной гонке на время (4) 2015 - Чемпион Латвии в индивидуальной гонке на время (5) 2016 - Чемпионат Латвии - Чемпион в индивидуальной гонке на время (6) - Чемпион в групповой гонке |

## Статистика выступлений наГранд Турах
| Гранд Тур | 2012 | 2013 | 2014 |
| --------- | ---- | ---- | ---- |
| Джиро     | 84   | —    | —    |
| Тур       | —    | 119  | 100  |
| Вуэльта   | 117  | —    | —    |